# Psaronius
Psaronius is een ondergeslacht van het geslacht van insecten Lecteria binnen de familie steltmuggen (Limoniidae).

## Soorten
Deze lijst van elf stuks is mogelijk niet compleet.
- L. (Psaronius) abnormis (Alexander, 1914)
- L. (Psaronius) brevisector (Alexander, 1936)
- L. (Psaronius) brevitibia (Alexander, 1920)
- L. (Psaronius) fuscipennis (Alexander, 1914)
- L. (Psaronius) legata (Alexander, 1948)
- L. (Psaronius) manca (Alexander, 1921)
- L. (Psaronius) obliterata (Alexander, 1913)
- L. (Psaronius) obscura (Fabricius, 1805)
- L. (Psaronius) pallipes (Alexander, 1920)
- L. (Psaronius) pygmaea (Alexander, 1914)
- L. (Psaronius) triangulifera (Alexander, 1921)